# Monastero degli Olivetani (Galzignano Terme)
L'ex monastero degli Olivetani è un edificio religioso in rovina che si trova nel territorio del comune italiano di Vo', sulla sommità del Monte Venda, la cima più alta dei Colli Euganei. I ruderi monumentali appartengono a quello che in antico era l'imponente monastero di San Giovanni Battista del Venda, frutto di progressive articolazioni degli originari insediamenti eremitici. Il complesso domina il territorio circostante a un'altitudine di 600 m, a cavallo tra i comuni di Teolo, Cinto Euganeo, Galzignano e Vo'. Quello che per secoli ha ispirato l'approdo di comunità religiose, costituisce un luogo di attrazione storica e paesaggistica, nonché meta escursionistica.

## Storia
Sull'origine del monastero di Monte Venda esiste un'antica tradizione medievale, secondo la quale intorno al 1160, durante le battaglie tra papa Alessandro II e l'imperatore Federico Barbarossa, un monaco benedettino salì sul Monte Venda.
Questo monaco del monastero di Santa Giustina di Padova, Adamo da Torreglia, sarebbe vissuto qui come asceta in una grotta tra le rocce in compagnia di un servitore. Non è noto con certezza se il nome Adamo fosse vero ma la scelta di questo nome potrebbe essere stato utilizzato per richiamare la Bibbia con la nascita del mondo con Adamo ed Eva. Inoltre, potrebbe essere stato adoperato anche collegamento tra il legame di superiorità del potere spirituale a quello temporale, infatti, nella tradizione viene narrato che al fianco del monaco non c'era un altro monaco bensì un soldato al suo servizio. Il monaco Adamo e il soldato vivevano digiunando e pregando in solitudine. Quando dopo la loro morte acquisirono fama di santità, altri due monaci, Dago e Gerardo, continuarono l'eremo sul Monte Venda, che però non per perseverarono. Successivamente vi si recò invece un altro monaco, Villano da Maserà, che costruì un oratorio dedicato a san Michele Arcangelo. Con il passare del tempio il luogo acquisì sacralità, tanto che anche l'ex abate di Santa Giustina, Stefano da Tremignon, vi si trasferì nel 1209 con il monaco Alberico da Bòcconi, rinunciando a ogni beneficio.
In seguito accanto alla cappella e all'altare venne costruita una vera e propria chiesa, che cambiò nome in san Giovanni Battista. Fu così chiamata perché lì fu portata la preziosa reliquia del dito indice di Giovanni Battista. Dopo la costruzione della chiesa, venne costruito un monastero nei pressi della stessa. Fu così che, dal 1229 questo piccolo eremo divenne un vero e proprio monastero sotto la regola di san Benedetto.
Dopo la metà del Trecento il monastero entrò in crisi e nel 1380, per decisione del vescovo di Padova, il monastero fu unito alla congregazione benedettina di Monte Oliveto Maggiore, alla quale appartenne fino alla sua fine violenta, la soppressione e la confisca, sul finire del Settecento.

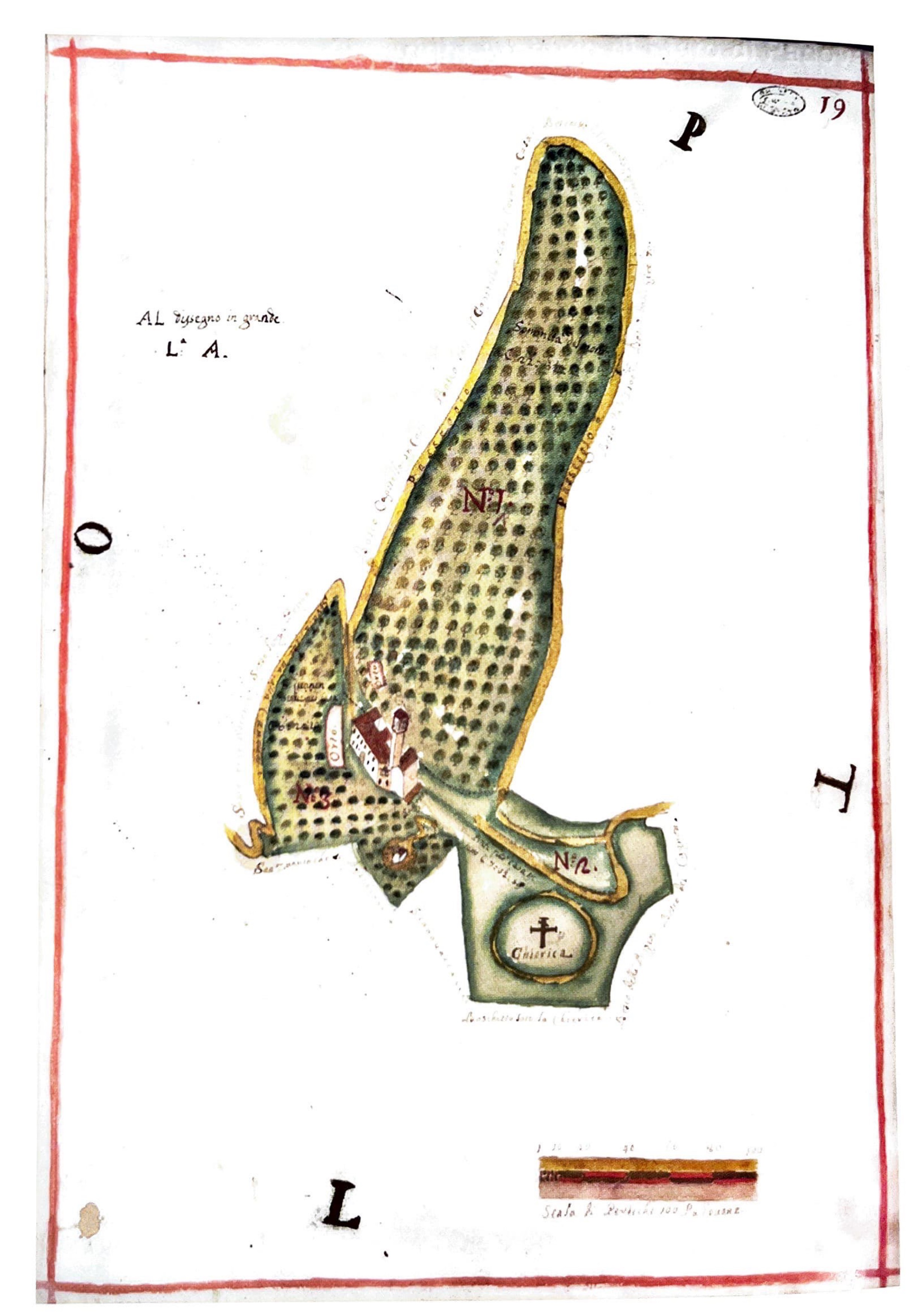
Sommità del Venda e monastero in un disegno acquerellato di Bernardo Cremonese del 1743

L'esistenza del monastero terminò nel 1771, quando la Repubblica di Venezia ne ordinò la soppressione e i monaci furono trasferiti insieme a tutti i beni, che furono messi all'asta. Successivamente questi passarono in proprietà della famiglia Erizzo, la quale destinò l'intero complesso a rifugio per pastori e per questo motivo il monastero cadde presto in rovina. I ruderi dell'ex Monastero degli Olivetani, sono divenuti meta turistica ed escursionistica e rappresentano una nota escursione nel Parco dei Colli Euganei.

### Reliquia del dito di San Giovanni Battista
La reliquia del dito indice di San Giovanni Battista rimase nel monastero fino alla chiusura, dopodiché nel 1772 venne trasferita al Duomo di Padova dove si trova tuttora, esposta nelle sale del museo diocesano. La reliquia è stata anche oggetto di numerosi spostamenti di pellegrinaggio. Dopo la decapitazione del Battista, i suoi seguaci ne avrebbero preso il corpo, privo di testa, per dargli onorata sepoltura. I pagani, successivamente, profanarono la tomba e ne bruciarono le ossa assieme a quelle del profeta Eliseo, a questo punto le ceneri e le parti ancora integre vennero recuperate dai monaci dell'ordine degli Ospitalieri.

### Visita di Shelley
Le rovine del monastero olivetano sono state meta del poeta romantico Percy Bysshe Shelley nel 1818. Durante il suo consueto Tour in Italia, l'autore rimase piacevolmente colpito e affascinato dal panorama offerto dalla balconata rivolta a oriente del monastero. Contemplando lo spettacolo dell'alba, rivolto al paesaggio euganeo, paragona i colli a delle "isole fiorite" capaci di confortare "nel mare della vasta angoscia" l'animo umano.

## Descrizione
Dell'imponente complesso del Monastero benedettino di San Giovanni Battista del Venda, rimangono solo i ruderi monumentali, simbolo del monachesimo medievale nei Colli Euganei.
Intorno al 2020, grazie a volontari locali, l'intero complesso è stato ripulito e sistemato. In particolare si è intervenuto sulla torre campanaria, dentro la quale è stata posta una campana funzionante. L'ambiente della cripta, sottostante il corpo ecclesiastico, è stato recuperato e consacrato a cerimonie religiose. Talvolta è visitabile, in particolare la domenica, se presenti volontari a presidiare la struttura.
Recenti studi e ricostruzioni permettono di fare delle ipotesi sull'orientamento dei diversi ambienti che componevano la struttura. Rimangono visibili parti della chiesa, che in origine doveva essere a unica navata rettangolare. Questa, era completa di altare, coro in legno lavorato e presbiterio con lesene in trachite scolpita. Si conservano inoltre, la torre campanaria e la cripta dedicata alla Madonna.
Nella porzione dinanzi la torre campanaria, doveva trovarsi la sacrestia. Sullo stesso piano, in direzione est è possibile fosse collocato il refettorio, in rapporto tramite una scala di collegamento all'area corrispondente al secondo chiostro, presumibilmente realizzato dopo l'insediamento dell'ordine degli Olivetani. Il chiostro precedente e originario, i cui spazi sono stati inglobati e utilizzati per il complesso definitivo, era posto a est della chiesa, e vi si accedeva tramite le uscite laterali della navata.
Dell'antica chiesa monastica rimangono solo le cortine murarie prive di tetto e un lieve abbozzo degli ambienti prospicienti, è tuttavia apprezzato il panorama che le stesse brecce nelle cortine lasciano intravedere dai vani interni. 
Esistono vari sentieri panoramici di diversa lunghezza che offrono la possibilità di vedere i ruderi. I sentieri che conducono ai ruderi del monastero sono conosciuti e apprezzati dagli escursionisti dei Colli Euganei. Durante i percorsi è possibile imbattersi e accidentalmente valicare le recinzioni relative alla ex base NATO, presente nel versante nord del monte, le cui delimitazioni risultano in certi tratti deteriorate. 

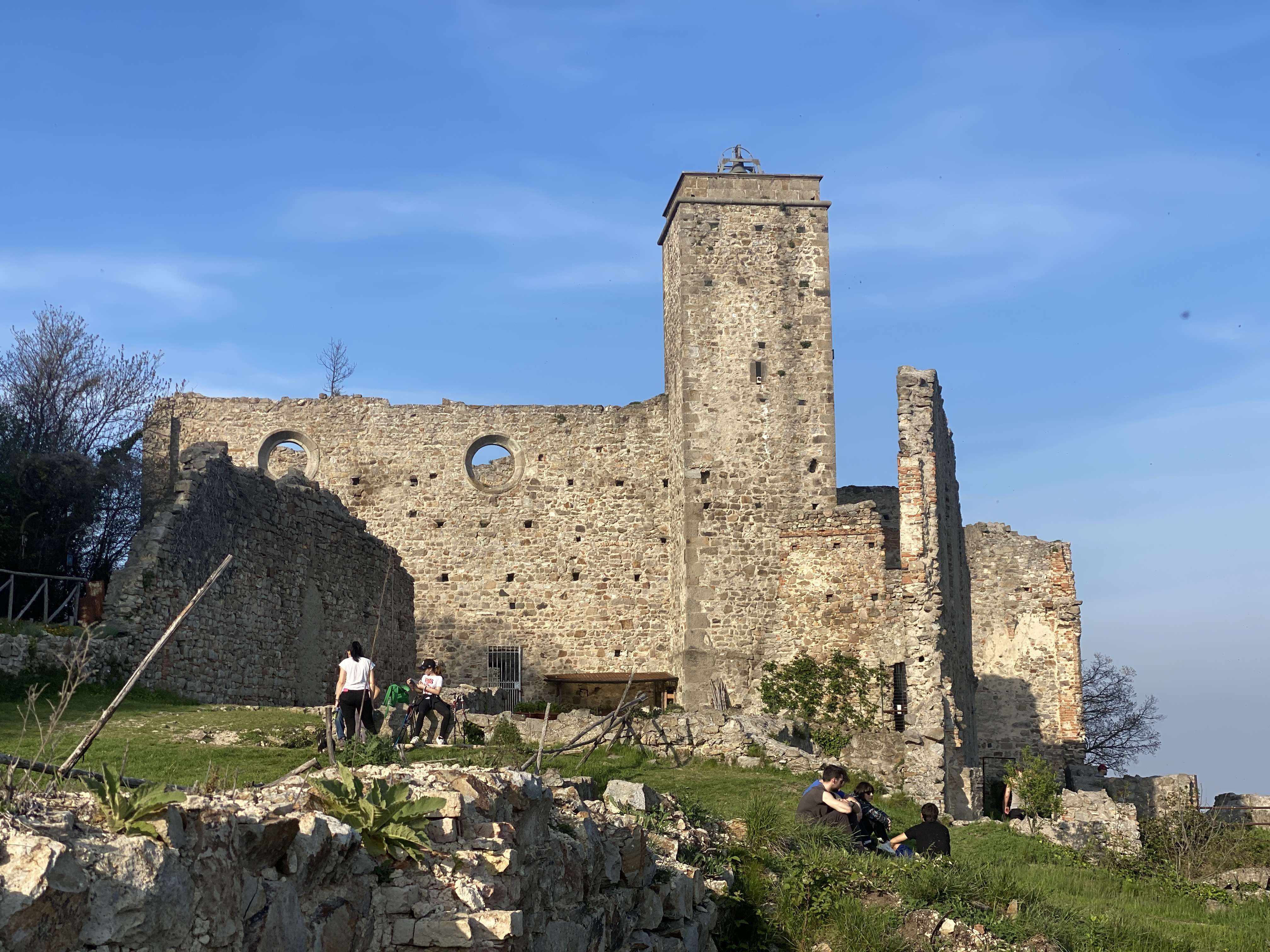
Visione complessiva del Monastero degli Olivetani sul Monte Venda. Facciata est, prospettiva dagli ambienti esterni e confinanti con il monastero.
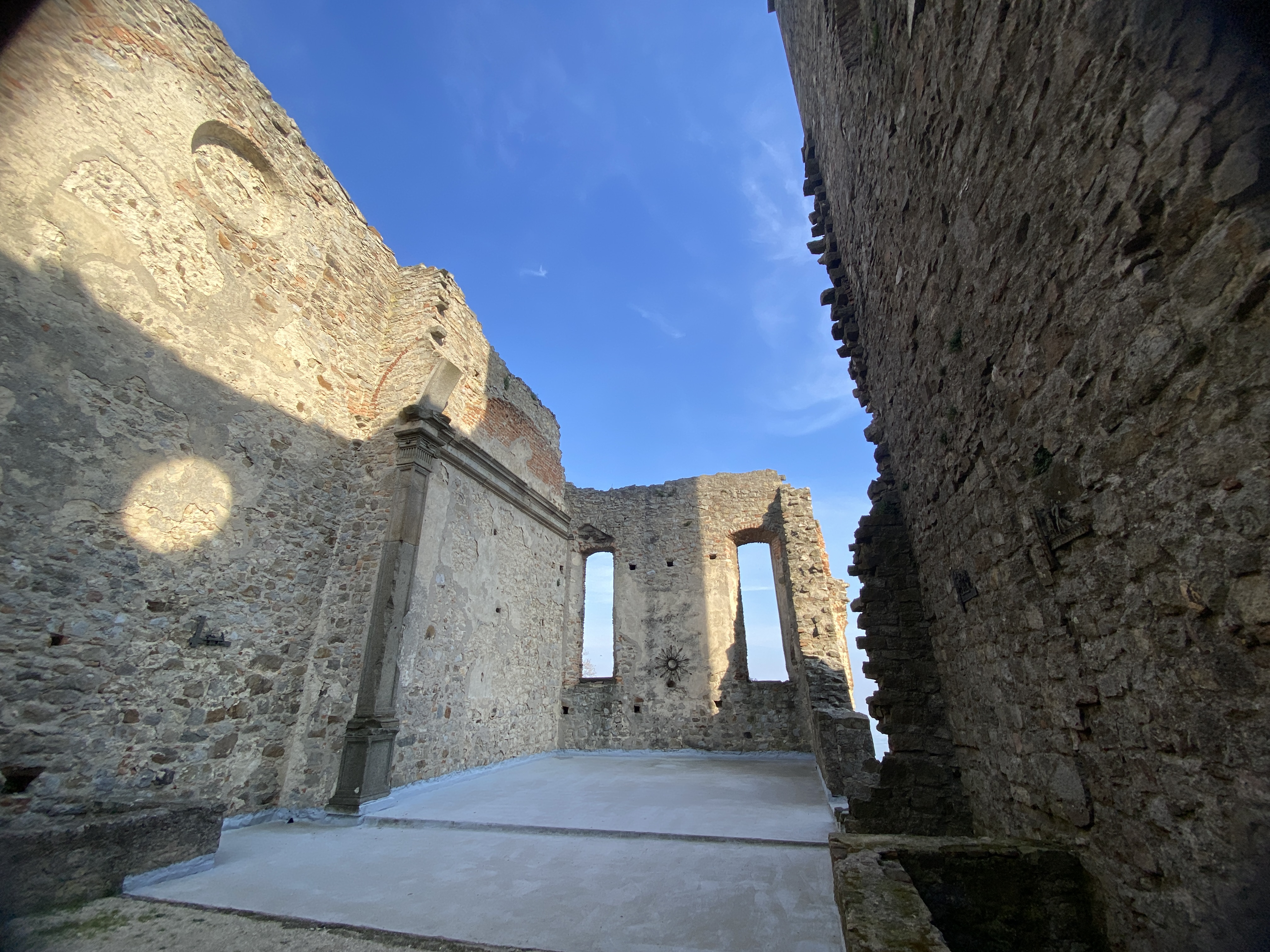
Foto scattata dagli ambienti interni del monastero, in particolare dall'area interna della chiesa di San Giovanni Battista.
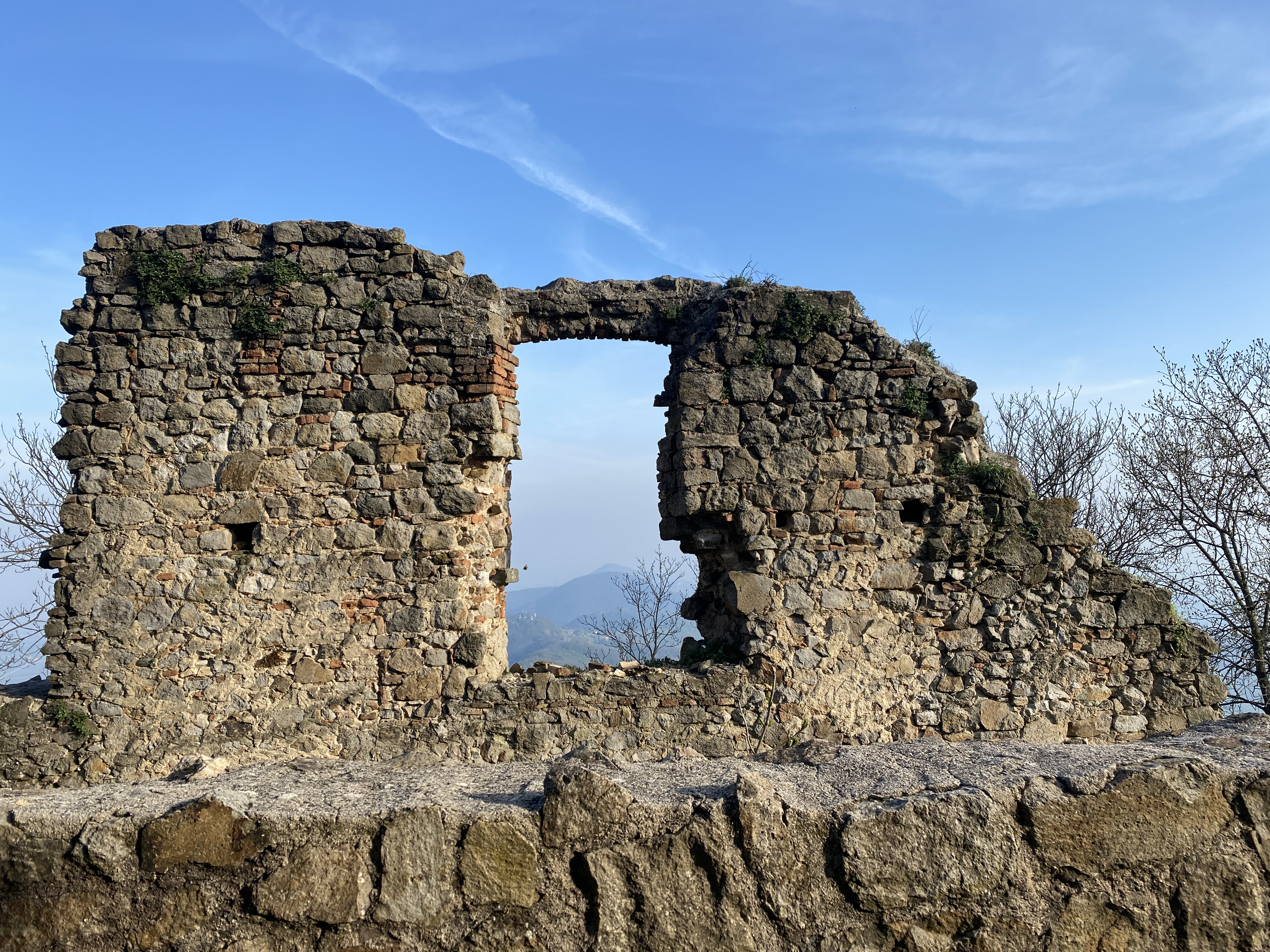
Scorcio sulle rovine delle mura delimitanti il monastero, visione sui Colli Euganei e dintorni. Area di fronte alla torre campanaria.
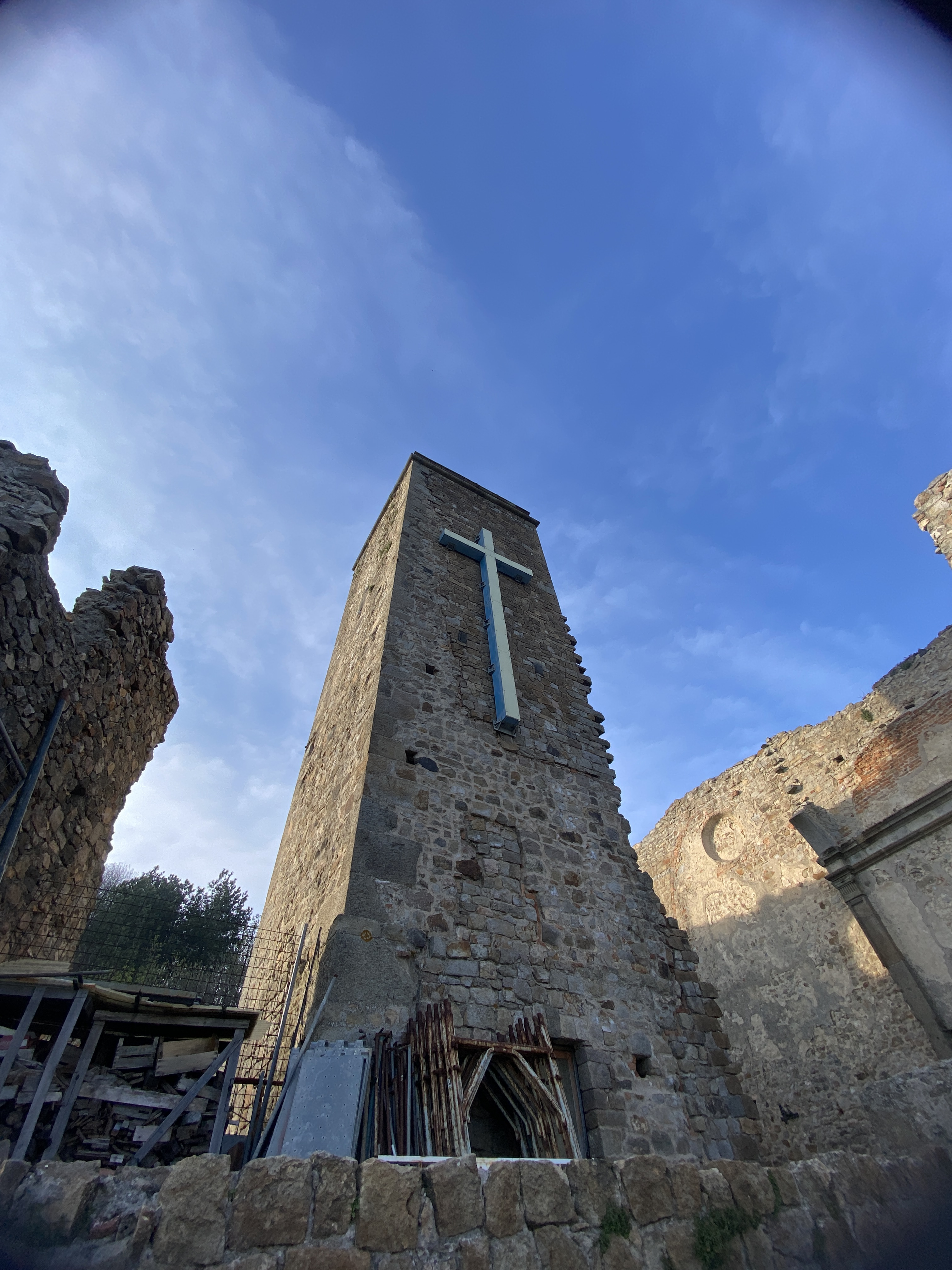
Particolare della torre campanaria, anteposta e relativa alla chiesa di San Giovanni Battista.
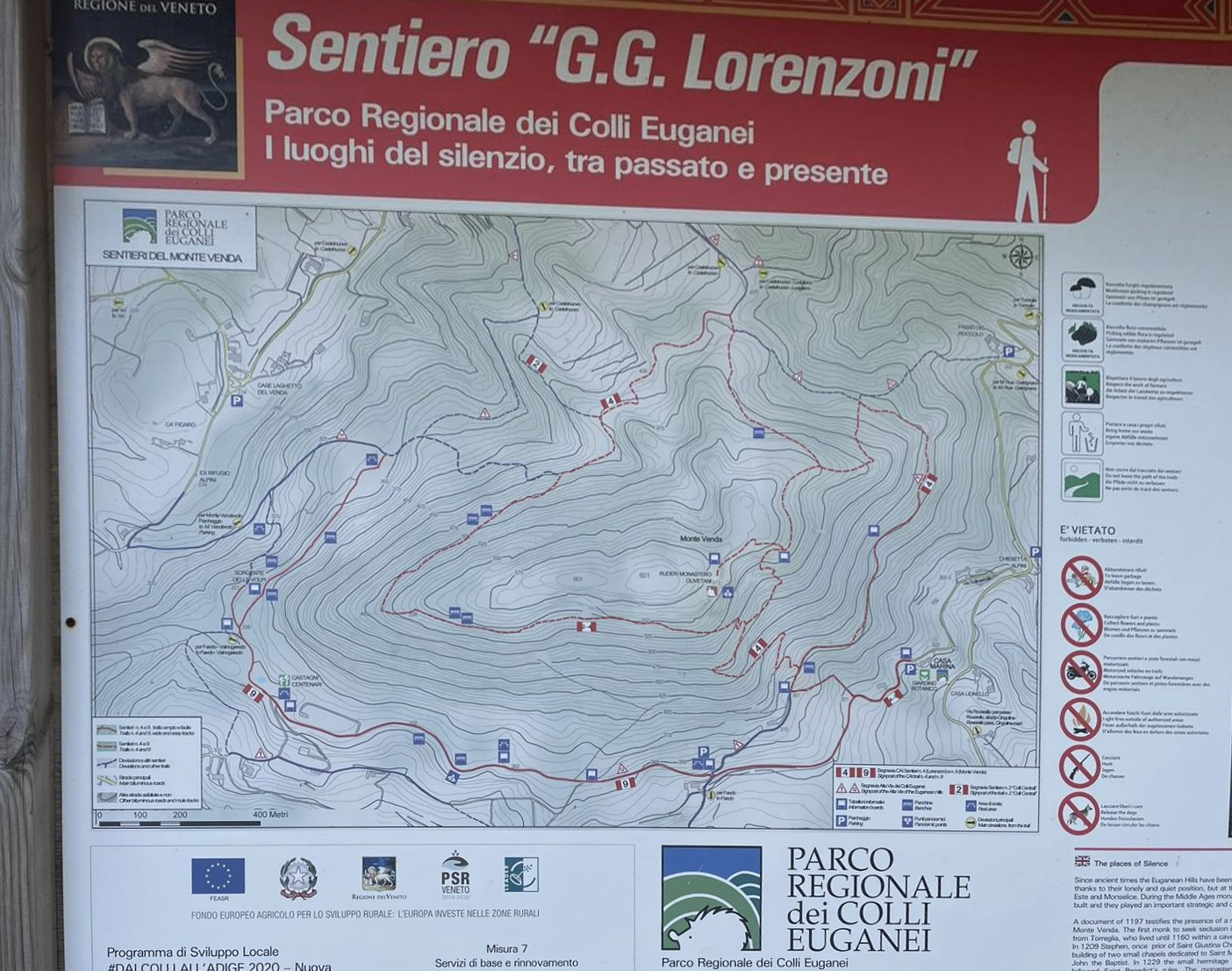
Mappa sentiero G.G. Lorenzoni sul Monte Venda, consultabile lungo il percorso e presso il punto di partenza "Casa Marina".